# Hans Lauter (Mediziner)
Hans Lauter (* 11. Mai 1928 in Düsseldorf; † 22. November 2022 in München) war ein deutscher Psychiater und Hochschullehrer.

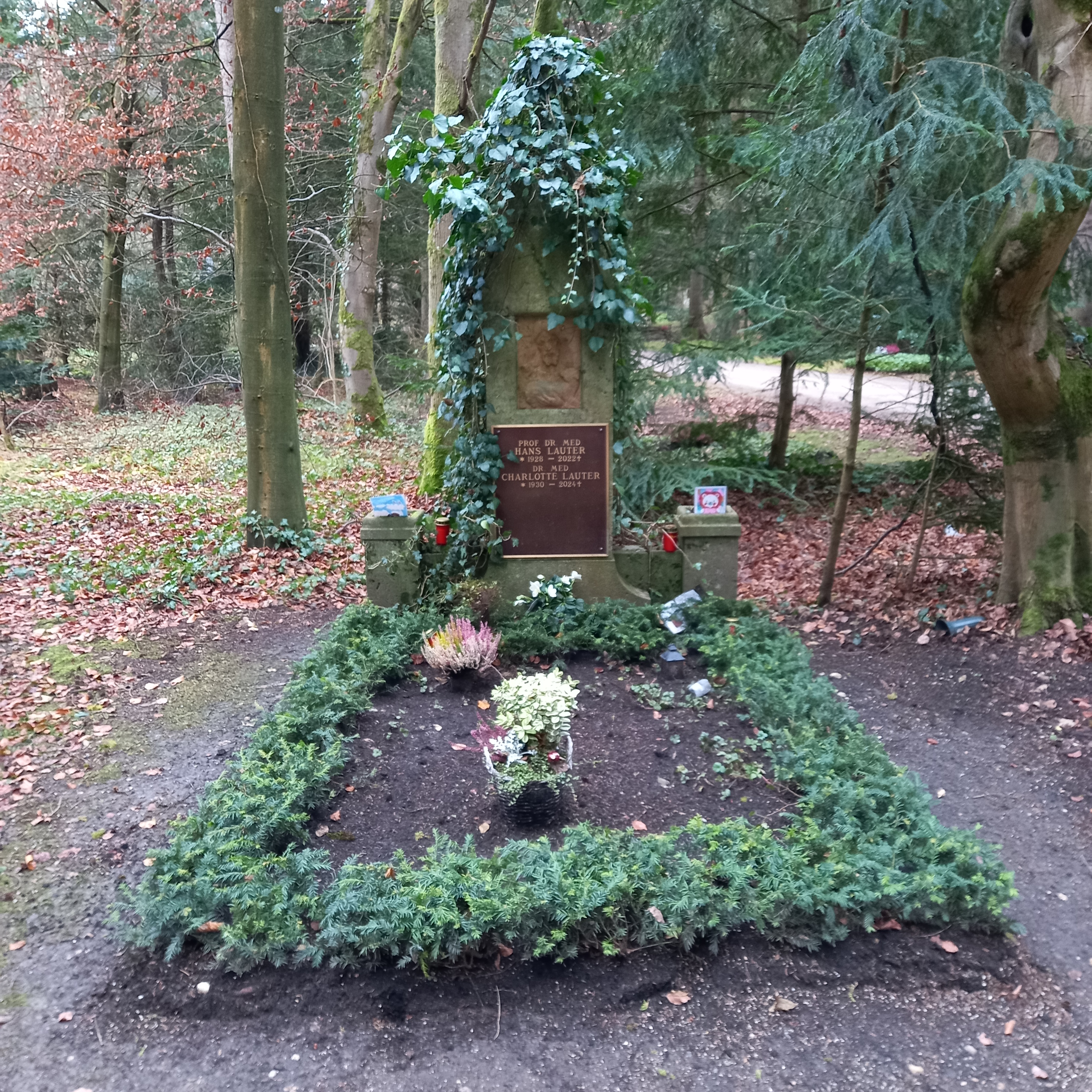
Das Grab von Hans Lauter und seiner Ehefrau Charlotte auf dem Waldfriedhof (München)

## Leben
Hans Lauter, Sohn des Düsseldorfer Oberarztes Sigismund Lauter, studierte Medizin in Zürich, Frankfurt am Main und München. Er habilitierte sich bei Joachim-Ernst Meyer in Göttingen. 1978 bekam er einen Ruf an die Technische Universität München, wo er bis 1996 der Leiter der psychiatrischen Klinik am Klinikum rechts der Isar war. Sein Nachfolger wurde Hans Förstl.
Er war einer der Mitbegründer der Deutschen Alzheimer-Gesellschaft. Im Jahr 1987 wurde Lauter zum Mitglied der Deutschen Akademie der Naturforscher Leopoldina gewählt.

## Schriften
- Hanfried Helmchen, Fritz Henn, Hans Lauter, Norman Sartorius: Psychiatrie spezieller Lebenssituationen (= Psychiatrie der Gegenwart. Bd. 3). Berlin, Springer 2000, ISBN 3-540-65804-1.